# ناصروندان
ناصروندان حکومتی در بیه‌پیش، شرق گیلان، بودند که پیرو مذهب تشیع زیدی بودند. آنان با تأسیس دودمان کیاییان استیلایشان را از دست دادند.
از واپسین حاکمان این خاندان امیر نوپاشا بود که با کناره‌گیری پدرش، امیره محمد، حاکم ناحیهٔ رانکوه شد. همزمان پسرعموی نوپاشا، به نام امیرجهان، در لاهیجان تخت داشت.